# Верхний Чермоз
Верхний Чермоз (устар. Левый Чермоз) — река в России, протекает по Пермскому краю. Устье реки находится в 110 км по левому берегу реки Чёрмоз. Верхний Чермоз сливаясь с рекой Нижний Чермоз образует Чёрмоз. Длина реки составляет 10 км.

## Данные водного реестра
По данным государственного водного реестра России относится к Камскому бассейновому округу, водохозяйственный участок реки — Кама от города Березники до Камского гидроузла, без реки Косьва (от истока до Широковского гидроузла), Чусовая и Сылва, речной подбассейн реки — бассейны притоков Камы до впадения Белой. Речной бассейн реки — Кама.
Код объекта в государственном водном реестре — 10010100912111100009103.